# Leandro Contín
Leandro Nicolás Contín (7 dicembre 1995) è un calciatore argentino, attaccante del Gimnasia (S).

## Caratteristiche tecniche
È un centravanti.

## Carriera
Cresciuto nelle giovanili del Gimnasia (LP), ha esordito in prima squadra il 5 aprile 2016 in occasione del match vinto 1-0 contro il Quilmes.

## Statistiche

### Presenze e reti nei club
Statistiche aggiornate al 16 marzo 2018.
| Stagione        | Squadra         | Campionato      | Campionato | Campionato | Coppe nazionali | Coppe nazionali | Coppe nazionali | Coppe continentali | Coppe continentali | Coppe continentali | Altre coppe | Altre coppe | Altre coppe | Totale | Totale | Totale |
| Stagione        | Squadra         | Comp            | Pres       | Reti       | Comp            | Pres            | Reti            | Comp               | Pres               | Reti               | Comp        | Pres        | Reti        | Pres   | Reti   |        |
| --------------- | --------------- | --------------- | ---------- | ---------- | --------------- | --------------- | --------------- | ------------------ | ------------------ | ------------------ | ----------- | ----------- | ----------- | ------ | ------ | ------ |
| 2016            | Gimnasia (LP)   | PD              | 4          | 1          | CA              | 2               | 1               |                    | -                  | -                  |             | -           | -           | 6      | 2      |        |
| 2016-2017       | Gimnasia (LP)   | PD              | 6          | 1          | CA              | 0               | 0               | CS                 | 1                  | 0                  |             | -           | -           | 7      | 1      |        |
| 2017-2018       | Gimnasia (LP)   | PD              | 0          | 0          | CA              | 0               | 0               |                    | -                  | -                  |             | -           | -           | 0      | 0      |        |
| Totale carriera | Totale carriera | Totale carriera | 10         | 1          |                 | 2               | 1               |                    | 1                  | 0                  |             | -           | -           | 13     | 2      |        |